# Perspektivkasse
En perspektivkasse var en indvendigt bemalet trekantet eller firkantet kasse.
Når beskueren så ind igennemem et eller to huller på forsiden, så han et virkelighedstro tredimensionalt rum: Måske møbleret med forskellige møbler og andre genstande, endda personer og husdyr, idet bemalingerne var udført så detaljeret og linearperspektivisk korrekt, at illusionen var fuldkommen. Lyset kom fra en åbning i kassen foroven. Beskueren var ikke i stand til fra kighullet at opfatte kassens indre kantethed eller billedets ydre begrænsninger. I den trekantede udgave er det muligt at udskifte tableauerne på samme måde, som man vender bladene i en bog. 
Perspektivkasser blev populære fra begyndelsen af 1600-tallet. I Oehlenschlägers Sanct Hans Aftens Spil 1803 optræder en gammel mand med en perspektivkasse.